# Oklahoma State Cowboys

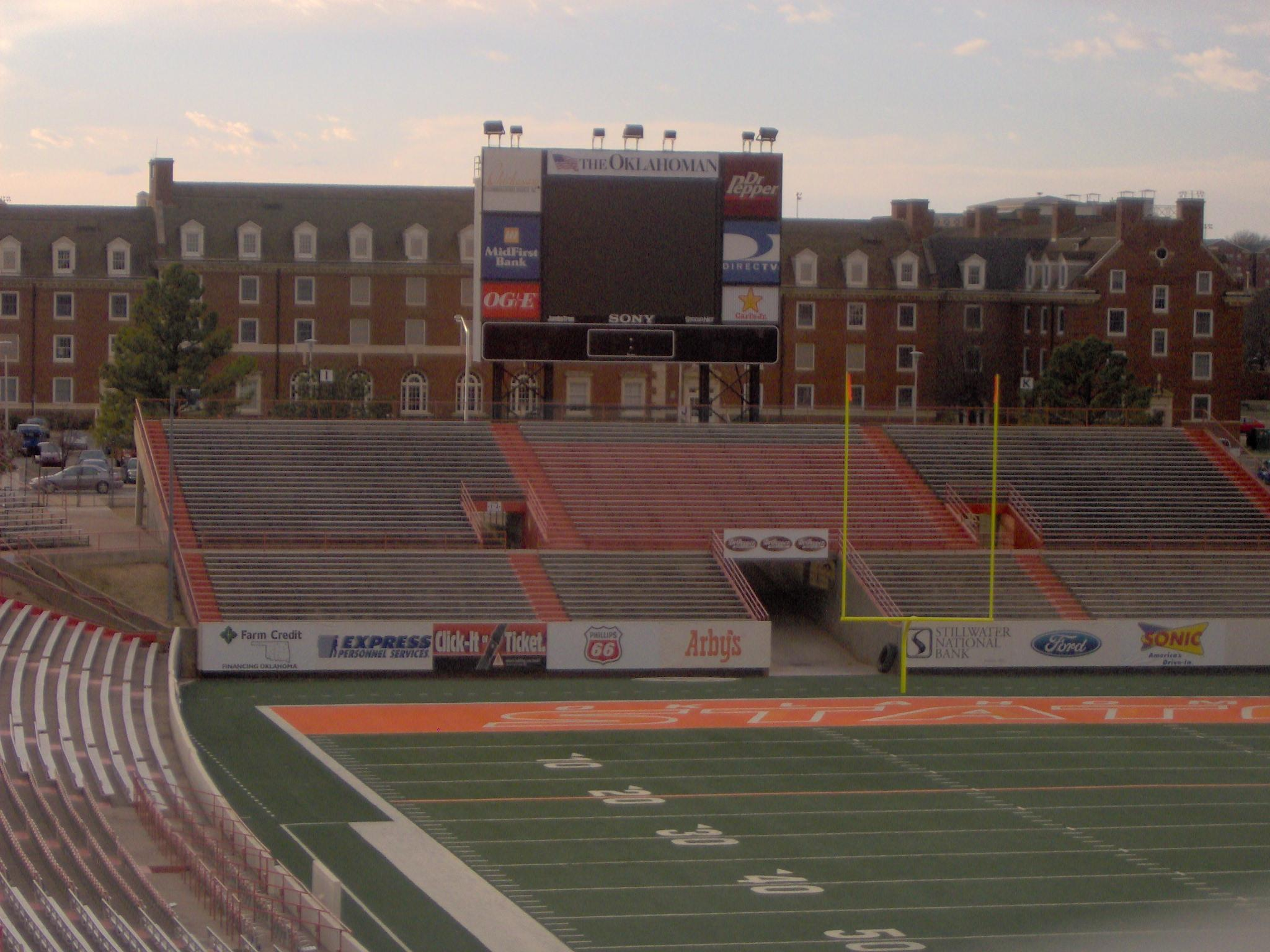
Boone Pickens Stadium.

Oklahoma State Cowboys (español: Vaqueros de la Estatal de Oklahoma) es el nombre de los equipos deportivos de la Universidad Estatal de Oklahoma. Los equipos de los Cowboys (masculinos) y las Cowgirls (femeninas) participan en las competiciones universitarias organizadas por la NCAA, y forman parte de la Big 12 Conference. 
El equipo de baloncesto masculino fue formado en 1907, y ganó el campeonato nacional en 1945 y 1946. En total, los Cowboys poseen 34 campeonatos nacionales.

## Apodo y mascota
Antes de 1957, la universidad era conocida como Oklahoma A&M, y su apodo era los Aggies, pero posteriormente se empezó a utilizar también el de Cowboys, y finalmente fue adoptado de manera oficial.

## Programa deportivo
Los Cowboys y las Cowgirls tiene 16 equipos oficiales, 8 masculinos y 8 femeninos:
| Masculino: - Baloncesto - Campo a través - Golf - Atletismo - Tenis - Béisbol - Fútbol americano - Lucha | Femenino: - Baloncesto - Campo a través - Golf - Atletismo - Equitación - Sófbol - Fútbol - Voleibol |